# Umred
Umred es una ciudad y  municipio situada en el distrito de Nagpur en el estado de Maharashtra (India). Su población es de 53971 habitantes (2011). Se encuentra a 50 km de Nagpur.

## Demografía
Según el censo de 2011 la población de Umred era de 53971 habitantes, de los cuales 27456 eran hombres y 26515 eran mujeres. Umred tiene una tasa media de alfabetización del 88,12%, superior a la media estatal del 82,34%: la alfabetización masculina es del 92,86%, y la alfabetización femenina del 83,24%.